# Пустотине
Пусто́тине —  село в Україні, у Макіївській сільській громаді Ніжинського району Чернігівської області. Населення становить 453 осіб. До 2020 орган місцевого самоврядування — Макіївська сільська рада.
В селі діє Пустотинська гімназія Макіївської сільської ради Чернігівської області за адресою вул. Шкільна, 19.

## Населення

### Мова
Розподіл населення за рідною мовою за даними перепису 2001 року:
| Мова       | Кількість | Відсоток |
| ---------- | --------- | -------- |
| українська | 449       | 99.12%   |
| російська  | 4         | 0.88%    |
| Усього     | 453       | 100%     |

## Виноски
1. ↑  https://cg.isuo.org/preschools/view/id/57495
2. ↑  Рідні мови в об'єднаних територіальних громадах України — Український центр суспільних даних